# Laure Kuetey
Laure Kuetey, född 6 mars 1971, är en friidrottare från Benin. Hon deltog vid olympiska sommarspelen 1992, olympiska sommarspelen 1996 och olympiska sommarspelen 2000.
Hon var flaggbärare för Benin vid öppningsceremonin vid  såväl OS 1996 som vid OS 2020.